# Fatima Gharbi Berrima
Fatima Gharbi Berrima   (Tànger, 15 de maig de 2001) és una futbolista marroquina que juga com a davantera a la selecció femenina del Marroc i a l'AEM Lleida de la Primera Federació, d'ençà del 2024, procedent del CE Europa on va romandre-hi tres temporades.
Nascuda al Marroc, Fatima Gharbi va marxar del país als tres anys per a establir-se amb la seva família a Sabadell.